# Canídia
Canídia (en llatí: Canidia), és una fetillera que apareix a les sàtires i els epodes d'Horaci.
Per a alguns autors, Canídia pertany a la ficció literària, però altres defensen que Canídia és un pseudònim d'un personatge real. Pomponi Porfirió presenta a la maga com una perfumista (unguentaria) napolitana, el nom de la qual seria Gratídia, enamorada de Quintili Var, un crític literari de Cremona amic d'Horaci. El nom, Canídia sembla estar relacionat amb canus i no amb canis, i faria referència a una dona amb els cabells blancs.
Horaci la descriu adornada amb petits escurçons entre els seus cabells i amb les ungles sense tallar. Descriu els rituals de màgia negra dirigits per Canídia, a la qual ajuden altres bruixes (Sàgana, Folia i Veia). Preparen una foguera on hi llencen xiprers funeraris, ous i plomes de mussol empastifades de sang de granota, herbes màgiques i ossos trets d'una gossa. Després descriu com porten a termini la mort d'un nen de pocs anys, amb la finalitat d'elaborar amb les seves vísceres seques un filtre amorós.
Canídia, a més de preparar filtres amorosos, construeix figuretes de cera per a atreure les ànimes dels morts i interrogar-les sobre fets futurs.